# Normale matrix
In de lineaire algebra is een normale matrix een vierkante matrix van complexe getallen waarvan de eigenvectoren onderling loodrecht op elkaar staan.
Dat betekent dat een vierkante matrix {\displaystyle A} over de complexe getallen normaal is als {\displaystyle A} en de geconjugeerde getransponeerde matrix {\displaystyle A^{*}} ervan commutatief zijn:
{\displaystyle A^{*}A=AA^{*}}
De geconjugeerde getransponeerde matrix {\displaystyle A^{*}} heeft als elementen de complex geconjugeerde elementen van de getransponeerde matrix van {\displaystyle A}
Een complexe matrix {\displaystyle A} is dan en slechts dan normaal wanneer {\displaystyle A} gelijksoortig met een diagonaalmatrix {\displaystyle D} is, dus zodat er een matrix {\displaystyle U} is waarvoor {\displaystyle A=U^{-1}DU}. De matrix {\displaystyle U} moet een unitaire matrix zijn.
Dit betekent dat {\displaystyle A} door een geschikte rotatie van de complexe basisvectoren in een diagonaalmatrix overgaat. Met andere woorden: {\displaystyle A} is dan en slechts dan normaal als er een diagonaalmatrix {\displaystyle D} en een unitaire matrix {\displaystyle U} bestaan, zodanig dat {\displaystyle A=U^{-1}DU}. Voor een reële normale matrix kan dit een complexe rotatie naar niet-reële basisvectoren zijn. De kolommen van {\displaystyle U^{-1}} zijn de eigenvectoren van {\displaystyle A}

## Voorbeelden
- Alle complexe veelvouden van de eenheidsmatrix zijn normaal, omdat ze met alle matrices commutatief zijn.

- Iedere hermitische matrix is normaal, omdat daarvoor geldt dat {\displaystyle A^{*}=A}. Om dezelfde reden zijn anti-hermitische matrices, waarvoor {\displaystyle A^{*}=-A}, normaal. Reële symmetrische en antisymmetrische matrices zijn hiervan bijzondere gevallen.

- Iedere unitaire matrix is normaal. Een matrix is unitair wanneer {\displaystyle A^{*}A=I}. Door van beide leden de geconjugeerde getransponeerde te nemen, wordt dit {\displaystyle AA^{*}=I}. Onder de reële matrices zijn dit de orthogonale matrices.

- Er bestaan ook normale matrices die niet tot een van deze bijzondere verzamelingen behoren, bijvoorbeeld

{\displaystyle A={\begin{pmatrix}1&1&0\\0&1&1\\1&0&1\end{pmatrix}}}
is normaal omdat
{\displaystyle A^{*}={\begin{pmatrix}1&0&1\\1&1&0\\0&1&1\end{pmatrix}}\ } en
{\displaystyle AA^{*}={\begin{pmatrix}2&1&1\\1&2&1\\1&1&2\end{pmatrix}}=A^{*}A}
- De verzameling van normale matrices is noch voor de optelling, noch voor de matrixvermenigvuldiging gesloten. Als evenwel twee normale matrices {\displaystyle A} en {\displaystyle B} commutatief zijn, dan zijn hun som en product ook normaal. Dit doet zich voor als {\displaystyle A} en {\displaystyle B} gelijksoortige matrices zijn, dus zodat {\displaystyle A=U^{-1}BU} met {\displaystyle U} een unitaire matrix.

## Eigenschappen
- Een reële matrix {\displaystyle A} is normaal dan en slechts dan als {\displaystyle A} en de getransponeerde {\displaystyle A^{\text{T}}} van {\displaystyle A} commutatief zijn:

{\displaystyle A^{\text{T}}A=AA^{\text{T}}}
- Een complexe matrix is dan en slechts dan normaal als de eigenvectoren ervan loodrecht op elkaar staan. Hierbij wordt loodrecht geïnterpreteerd in termen van het standaardinproduct op de complexe n-dimensionale ruimte.

- Een complexe matrix {\displaystyle A} is dan en slechts dan normaal als {\displaystyle A} en de hermitische matrix {\displaystyle A^{*}} van {\displaystyle A} commutatief zijn:

{\displaystyle A^{*}A=AA^{*}}
- Een willekeurige vierkante matrix {\displaystyle A} heeft een polaire ontbinding {\displaystyle A=UP}, waarin {\displaystyle U} een unitaire matrix is en {\displaystyle P} een positief semi-definiete matrix. Als {\displaystyle A} inverteerbaar is, zijn {\displaystyle U} en {\displaystyle P} eenduidig bepaald. Als {\displaystyle A} normaal is, dan zijn {\displaystyle U} en {\displaystyle P} commutatief.

- Een driehoeksmatrix die normaal is is een diagonaalmatrix.

## Oneindig-dimensionale ruimten
De spectraalstelling gaat er dieper op in wanneer matrices gelijkvormig zijn.
Een normale operator {\displaystyle A} in een complexe hilbertruimte is een begrensde lineaire operator of transformatie van de hilbertruimte, die met zijn toegevoegde operator commutatief is.
Voor normale operatoren bestaat een spectraaltheorie. Met iedere meetbare complexe functie {\displaystyle f} op het spectrum van de operator associeert men op natuurlijk wijze een operator {\displaystyle f(A).} Met de complex toegevoegde functie {\displaystyle {\overline {f}}} correspondeert de geconjugeerde getransponeerde operator {\displaystyle f(A^{*})=f(A)^{*}} en de vermenigvuldiging van functies gaat in de samenstelling van operatoren over.
Als de normale operator compact is, dan heeft de hilbertruimte een orthonormale schauderbasis, die volledig uit eigenvectoren van de operator bestaat.